# Mili Avital
Mili Avital (* 30. března 1972 Jeruzalém) je izraelská herečka.

## Filmografie
- 2002
  - Lidská skvrna – mladá Iris
- 1997
  - Linie násilí
  - Minotauros
  - Zvířátka
- 1995
  - Mrtvý muž – Thel Russellová
- 1994
  - Hvězdná brána – Sha'uri